# Усть-Кишерть (Пермский край)
Усть-Кише́рть — село (c 1690 года) в Пермском крае Российской Федерации. Адинистративный центр Кишертского района и Усть-Кишертского сельского поселения.
Усть-Кишерть являлась центром Усть-Кишертской волости Кунгурского уезда, Кишертского района (с 15 января 1924, первоначально, до 30 сентября 1925 — Усть-Кишертский; перерыв с 1 января 1963 до 4 ноября 1965) и Усть-Кишертского сельского совета (до января 2006).
Железнодорожная станция Кишерть.
Население — 3986 человек (2021).

## Название
Название дано по р. Кишертка (ранее Кишерть, по одной из версий оно образовано от татарского личного имени Кишер, которое в переводе означает «морковь»).

## География
Стоит на р. Кишерть (Кишертка), левом притоке реки Сылва, впадающей в реку Чусовая.
Планировочная ось села — улица Советская.

### Уличная сеть
Всего в Кишерти 33 улицы. Главная улица села — Советская, она же и самая длинная.

### Гидрография
Главные реки — Кишерть (Кишертка) и Сылва.
Они образоали озера-старицы. Их питание происходит грунтовыми водами, а также за счёт атмосферных осадков. Некоторые озера-старицы подпитываются за счёт подземных карстовых вод. К концу лета уровень озёр сильно понижается, или же они совсем исчезают в результате испарения и просачивания воды через днища воронок.
По стадии развития выделяются две группы озёр-стариц. Первая группа расположена западнее с. Усть-Кишерть и включает в себя озёра овальной или прямолинейной формы. В годы высоких половодий они соединяются с р. Сылва, образуя озеровидное расширение. Это наиболее молодая группа озёр: Мижуевское, Ярково, Оброчное, Кислое, Мишуткино.
- Оз. Ярково — вытянуто вдоль уступа второй надпойменной террасы р. Сылва. Площадь озера — 27 тыс. м², максимальная глубина — 4 м.
- Оз. Оброчное — расположено в 350 м восточнее р. Сылва. Площадь озера — 33 тыс. м², средняя глубина — 1,2 м.
- Оз. Кислое — расположено западнее с. Усть-Кишерть у крутого уступа второй надпойменной террасы. Размеры озера 540×250 м, глубина в средней части 0,9 м, максимальная глубина в юго-западной части озера 2,1 м. Озеро обладает большими запасами лечебной сероводородной грязи. Его площадь составляла на 1958 г. 87300 м2.
- Оз. Мишуткино — находится в 150 м севернее озера Кислого. Оно имеет овальную форму, размером 130×140 м, средняя глубина его составляет 1 м. Площадь озера — 24000 м².

Вторая группа озёр-стариц включает озёра: Каравашек, Головка, Кривое и др. Значительная часть площади этой группы озёр заболочена Основным источником их питания является талые снеговые воды весеннего половодья, составляющие до 50 % в годовом объёме стока. Вторым по объёмам и значению источником питания служат подземные воды.

## История
Поселение упоминается в письменных источниках с 1647 г. как «деревня на усть Кишерти». В 1691 г. уже — Покровский острожек.
12 октября 1897 г. открылась низшая ремесленная школа (позднее, в 1920-х гг., — профшкола). В феврале 1928 г. основан кирпичный завод, пущеный в действие в августе того же года. Позднее при объединении кирпичного, известкового и алебастрового заводов появился райпромкомбинат, который был преобразован в завод нерудных материалов. В 1929 г. возник колхоз «Искра», получивший в 1951 г. название «Пахарь», а 6 марта 1959 г. при слиянии десяти сельхозартелей — «Родина». 12 августа 1965 г. на его базе создан совхоз «Кишертский». С 15 октября 1936 по 1958 г. работала Кишертская МТС. В списках жертв сталинских репрессий значатся 26 уроженцев Усть-Кишерти. Перед войной в Усть-Кишерти существовала швейно-трикотажная артель.
В годы Великой Отечественной войны здесь находился эвакогоспиталь № 3463.
4 ноября 1965 года Указом Президиума ВС РСФСР был образован Кишертский район с центром в селе Усть-Кишерть
В 2025 году в состав села были включены деревни Махали, Саламатово, Чирки.

## Население
| 1663  | 1700  | 1869  | 1883  | 1903  | 1926  | 1951  |
| ----- | ----- | ----- | ----- | ----- | ----- | ----- |
| 18    | ↗278  | ↗1629 | ↘1373 | ↗1500 | ↗1747 | ↗3100 |
| 1959  | 1963  | 1968  | 1970  | 1979  | 1981  | 1984  |
| ↗3121 | ↗3207 | ↗3366 | ↗3866 | ↗4550 | ↘4229 | ↗4421 |
| 1989  | 2000  | 2002  | 2004  | 2008  | 2010  | 2012  |
| ↗4823 | ↘4780 | ↘4525 | ↗4793 | ↘4730 | ↘4202 | ↗4656 |
| 2014  | 2015  | 2016  | 2021  |       |       |       |
| ↘4646 | ↘4629 | ↘4617 | ↘3986 |       |       |       |

## Известные уроженцы, жители
Село — родина Алексея Семеновича Малиева (1908—1966 гг.), доктора физико-математических наук, профессора; Владимира Аристарховича Черкасова (род. 1939 г.), доктора медицинских наук, профессора; Николая Ивановича Ватолина (род.1915 г.), участника Великой Отечественной войны, генерал-майора авиации, Петр Алекса́ндровича Вато́лина (1889—1940) — советского партийного и государственного деятеля, председателя Воронежского облисполкома (1937—1938), члена Верховного Совета РСФСР 1-го созыва.

## Инфраструктура
Личное подсобное хозяйство с зоной сельскохозяйственного использования, индивидуальная застройка усадебного типа.

### Производственная инфраструктура
ООО «Викон», ООО «Кишертская МТС», Дорожно-строительное предприятие № 15, Дорожный ремонтно-строительный участок ликвидирован, единственное в районе автотранспортное предприятие МУАП «Кишертскавтотранс», ООО «Кишертьремстрой», пункт технического обслуживания «Микро» ООО «Уралтехника», линейно-технический цех связи Кунгурского ЭТУСА, лесхоз, охотхозяйство «Беркут», отделение Кунгурского узла связи.

### Социальная инфраструктура
Пожарная часть № 97.
Центральная районная больница, центральная аптека № 68 (открыта в 1979 г.), детско-юношеский центр физической подготовки, центр профессиональной ориентации и психологической помощи молодежи, центр психолого-педагогической медико-социальной помощи, центр социального обслуживания населения.
Учреждения народного образования представлены средней школой (в ней находится школьный краевед. музей, открытый в 1975 г.), Центром детского творчества (ранее Дом пионеров), детской школой искусств (ранее, до 1995 г. — детская музыкальная школа) и двумя детскими комбинатами.
С 2012 года в эксплуатацию запущена новая СОШ.
Выходит районная газета «Сылвенские зори» (с 5 сент. 1931 г., первоначально — «Коммунистический труд», с 19 июня 1966 г. — «Путь Ильича»).
МАУК «Кишертский районный центр народного творчества».

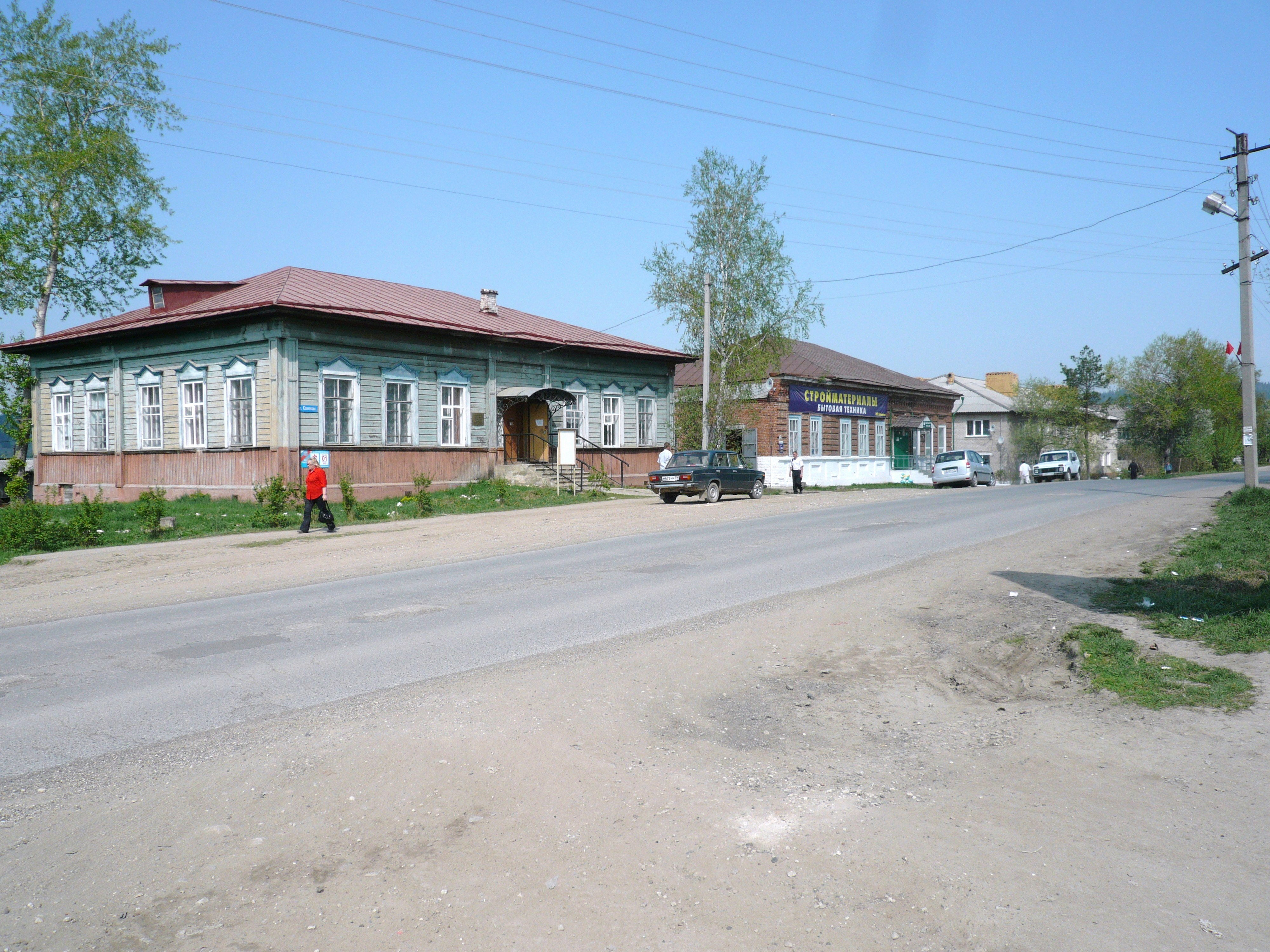
Усть-Кишерть, центр

Учреждения культуры — Дом культуры, культурно-досуговый центр, центральная районная библиотека, детская библиотека.

### Инженерная инфраструктура
Село газифицировано, электрифицировано, есть водоснабжение, теплоснабжение.
Действует участок Кунгурского филиала «Энергосбыт» филиала «Пермэнерго» ОАО «МРСК Урала», эксплуатационный участок Кунгурского филиала ЗАО «Фирма Уралгазсервис», участок Кунгурских электросетей, МУП «Теплоэнерго».
Работает мобильная связь.

### Рыночная инфраструктура
Действует отделение «Сбербанка», потребительское общество «Стрелец», сетевые магазины.

## Достопримечательности, памятные места
Действующая православная церковь Покрова Пресвятой Богородицы.
Памятники В. И. Ленину и участникам Великой Отечественной войны; археологический памятник — поселение и могильник Кишерть.
Геологические памятники природы — карстовые озера Молебное и Провал.
Близ села находится комплексный (ландшафтный) заказник — Предуралье (площадь — 2,3 тыс. га), образованный 31 дек. 1997 г.
В 2012 году на въезде в село, был установлен памятник «Молебной аномалии».

Здание станции Кишерть Свердловской железной дороги построено в начале двадцатого века по проекту архитектора Вольсова.